# Whatever (4Minute)
Whatever è il  singolo promozionale dall'album Name Is 4Minute.
La canzone è stata registrata nel 2014.

## Il brano
Il brano è stato scritto dagli stessi produttori e autori che hanno composto l'intero album.
Il brano si classificò in varie classifiche coreane.

## Il video
Il video di Whatever venne fatto in live.

## Posizioni
| Classifica                 | Posizione massima |
| -------------------------- | ----------------- |
| Gaon Digital chart         | 17                |
| Gaon Streaming chart       | -                 |
| Gaon Download chart        | 12                |
| Gaon BGM chart             | -                 |
| Gaon Mobile Ringtone chart | 127               |